# Cattedrale di San Clemente (Aarhus)
La cattedrale di San Clemente (danese: Aarhus Domkirke o Sct. Clemens Kirke) è la chiesa principale di Aarhus, in Danimarca. È dedicata a San Clemente, patrono dei naviganti, e situata nei pressi del porto, nella piazza centrale della città, detta Store Torv (Piazza Grande). È lunga 93 metri e con i suoi 96 metri di altezza è la chiesa più alta della Danimarca.

## Storia
Non si sa esattamente quando le persone si siano insediate per la prima volta vicino alla foce del fiume Aarhus, sulla costa orientale dello Jutland. Sicuramente nel 700 vi era una città vichinga. Recenti ricerche hanno datato la costruzione della prima cinta muraria al 934. Aarhus deve essere stata una città di una certa importanza in epoca vichinga, dato che ci sono sei pietre runiche nella città o nelle sue vicinanze. Il nome è conosciuto come Aros, Arus, Aarhus o Aars, già nel XV secolo. Lo statuto della città del 1449 la chiama "Aarss". Dopo la Riforma in Danimarca, il nome "Aarhus" divenne corrente.
La prima chiesa di Aarhus, la chiesa della Santissima Trinità, una struttura in legno, fu costruita durante il regno di Frode, re dello Jutland, intorno all'anno 900, sopra il luogo di sepoltura pagano della città, in quello che allora era il centro della città. Il primo vescovo fu Reginbrand, vescovo missionario di Aros nel 948 sotto l'arcivescovo di Amburgo. Aros passò sotto il dominio del vescovo di Viborg nel 1060. Secondo Adamo di Brema, Aros divenne una diocesi suffraganea prima del 998.
La chiesa di San Nicola fu la prima cattedrale di Aros. La seconda cattedrale fu una struttura in legno costruita nel 1102 dal vescovo Ulfketil vicino al sito attuale per ospitare le reliquie di San Clemente. Secondo una biografia romanzata del santo, San Clemente era un vescovo di Roma che fu martirizzato con un'ancora legata al collo e gettata nel Mar Nero. Clemente era il patrono dei marinai e particolarmente popolare in Scandinavia. La prima chiesa di San Clemente bruciò in un momento precedente al 1190.
Questa chiesa in legno era il centro della venerazione locale di San Niels di Aarhus (chiamato anche San Nickolas). San Niels era un figlio minore del re Canuto V. Da giovane, il principe Niels perse interesse per la vita di corte e si ritirò nel villaggio di Skibby, vicino ad Aarhus, costruendo una chiesa con le proprie mani. Visse una vita santa e aiutò gli abitanti della zona intorno ad Aarhus. Un giorno, mentre con alcuni uomini della città stava abbattendo gli alberi per costruire la chiesa di Viby, vicino al mare, uno degli uomini si lamentò di avere sete. San Niels pregò per l'acqua e una sorgente apparve per placare la sete dell'uomo; da allora dalla Sorgente di San Niels sgorga acqua. È stata un luogo di pellegrinaggio per centinaia di anni e si dice che vi siano avvenute molte guarigioni miracolose, soprattutto nel giorno di San Giovanni. Sul letto di morte, nel 1180, San Niels chiese di essere sepolto nella "piccola chiesa sul mare" (St. Clements). Fu sepolto nel cimitero della chiesa di San Clemente.

## Descrizione
Detiene una serie di record in Danimarca: è alta 96 metri, è la chiesa più lunga, ha il maggior numero di affreschi, l'organo più grande e il suo trittico è il più grande tesoro medievale del Paese. È la seconda più alta del Nord Europa. La cattedrale ha una capacità di 1.200 posti a sedere.
La cattedrale presenta un notevole altare dello scultore e pittore Bernt Notke, mentre i monumenti funerari sono opera dello scultore fiammingo Thomas Quellinus.